# 7 Pułk Armat Polowych (austro-węgierski)
Pułk Armat Polowych Nr 7 (niem. Feldkanonenregiment Nr. 7, FKR. 7) – pułk artylerii polowej cesarskiej i królewskiej Armii.

## Historia pułku
1 maja 1885 roku na bazie 6. Pułku Artylerii Polowej w Grazu został sformowany samodzielny Dywizjon Ciężki Nr 5 (niem. 5. Schwere Batterie-Division) w Radkersburgu. W 1888 roku dywizjon został przeniesiony do Lublany (niem. Laibach), a 1 stycznia 1894 roku przeformowany w 7. Pułk Artylerii Dywizyjnej (niem. 7. Divisions-Artillerie-Regiment). W 1895 roku oddział został przeniesiony do Grazu z wyjątkiem kadry zapasowej, która pozostała w Lublanie. W 1898 roku powrócił do Lublany. 6 kwietnia 1908 roku oddział został przemianowany na Pułk Armat Polowych Nr 7.
Swoje święto pułk obchodził 3 lipca, w rocznicę bitwy pod Sadową, stoczonej w 1866 roku.
W 1914 roku stacjonował w Lublanie na terytorium 3 Korpusu i wchodził w skład 28 Dywizji Piechoty w Lublanie, a pod względem wyszkolenia był podporządkowany komendantowi 3 Brygady Artylerii Polowej w Grazu.
W sierpniu 1914, w czasie mobilizacji, pułk został włączony w skład 22 Brygady Artylerii Polowej należącej do 22 Dywizji Piechoty Obrony Krajowej .
W 1916 roku oddział został przemianowany na Pułk Haubic Polowych Nr 28. Numer „7” otrzymał dotychczasowy Pułk Armat Polowych Nr 38.
W 1918 roku oddział został przemianowany na Pułk Artylerii Polowej Nr 128.

## Żołnierze
Komendanci pułku
- ppłk Maurus Puttnik (1885 – 1887 → dyrektor artylerii Komendy Wojskowej w Zadarze)
- mjr / płk Wilhelm Haarmann (1887 – 1891 → komendant 14. Pułku Artylerii Korpuśnej w Wiedniu)
- mjr / ppłk Gustav Waagner von Waagstroem (1891 – 1893 → komendant Depotu Materiału Artyleryjskiego w Grazu)
- mjr / płk Rudolf von Maresch (1894 – 1899 → stan spoczynku)
- ppłk Eugen Franek (1899 – 1901 → stan spoczynku)
- ppłk Friedrich Machnig (1901 – 1903)
- ppłk / płk Moritz Kržiwanek (1903 – 1910 → komendant 9 Brygady Artylerii Polowej)
- ppłk / płk Georg Marjanović (1910 – 1914[2])

Oficerowie
- por. Stanisław Sylwester Raczyński
- por. Wiesław Sokołowski
- por. rez. Zygmunt Lewandowski